# Liste der Monuments historiques in Bellefontaine (Vosges)
Die Liste der Monuments historiques in Bellefontaine führt die Monuments historiques in der französischen Gemeinde Bellefontaine auf.

## Liste der Objekte
| Bezeichnung                         | Beschreibung                     | Standort                       | Kennzeichnung | Schutzstatus | Datum | Bild |
| ----------------------------------- | -------------------------------- | ------------------------------ | ------------- | ------------ | ----- | ---- |
| Gemälde Wunder des heiligen Blasius | Ölfarbe auf Leinwand, Holzrahmen | in der Kirche St-Blaise (Lage) | PM88001254    | Inscrit      | 1997  |      |